# Stadhuis van Philadelphia
Het stadhuis van Philadelphia (Engels:Philadelphia City Hall) is het gemeentehuis van Philadelphia, de grootste stad van de Amerikaanse staat Pennsylvania. Met een hoogte van 167 meter is het stadhuis het hoogste gemetselde bouwwerk ter wereld. Bovendien was het vanaf de opening in 1901 tot 1908 het hoogste bewoonbare gebouw ter wereld.

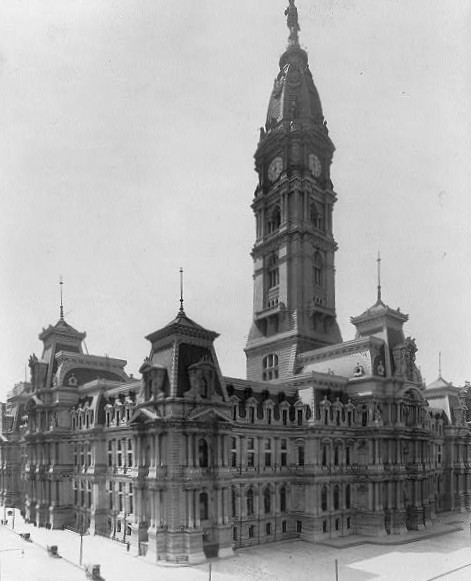
Het stadhuis omstreeks 1899

Het gebouw huisvest de wetgevende, de uitvoerende en de rechterlijke macht van de stad.
Het stadhuis werd ontworpen door de architect John McArthur Jr. en gebouwd in de periode 1871-1901. Na de dood van McArthur werd de bouw verder opgevolgd door architect M. John Ord. Voor de bouw van het gebouw bevond zich op de locatie het Centre Square, sinds de stichting van de stad in 1682 een van de vijf oorspronkelijke pleinen in de stad. Bij de opening was de City Hall het hoogste bewoonbare gebouw ter wereld, enkele meters hoger dan het Munster van Ulm (161 m). Het hoogste bouwwerk was het echter niet; zowel het Washington Monument (169 m) als de Eiffeltoren (324 m) was bij de voltooiing hoger. In 1908 werd het stadhuis in hoogte overtroffen door het 186 meter hoge Singer Building in New York. In 1932 verloor het de titel van hoogste bouwwerk van de staat Pennsylvania en na de opening van de wolkenkrabber One Liberty Place (288 m) in 1987 was het ook niet langer het hoogste gebouw van de stad.
Het stadhuis werd gebouwd in een vierkant met twee zijden van 142 meter en twee van 146 meter. De toren heeft aan de basis een diameter van 27 meter met muren van acht meter dik. Aan de top vormt de toren een achthoek met een diameter van 15 meter. De koepel is gemaakt uit staal met een aluminium deklaag.
Hoewel het stadhuis een hoogte heeft van 167 meter, telt het slechts 9 verdiepingen. Op een hoogte van 110 meter bevindt zich een uurwerk met wijzerplaten die een diameter van zes meter hebben. Boven op het gebouw bevindt zich een ruim 11 meter hoog en 24 ton zwaar standbeeld van William Penn, de stichter van de stad Philadelphia en de naar hem vernoemde staat Pennsylvania. Onder het standbeeld, op een hoogte van ongeveer 150 meter, bevindt zich een uitzichtplatform, dat bereikt kan worden per lift.
Het stadhuis is een National Historic Landmark en staat daarmee automatisch in het National Register of Historic Places. Tevens is het bouwwerk in 2006 aangemerkt als National Historic Civil Engineering Landmark door de American Society of Civil Engineers.